# Вафандянь
Городской уезд Вафандя́нь (кит. упр. 瓦房店, пиньинь Wǎfángdiàn) — городской уезд города субпровинциального значения Далянь (КНР). Расположен в провинции Ляонин, КНР. Наибольшую известность получил в связи с производством шарикоподшипников: здесь располагается крупнейший в Азии завод по производству шарикоподшипников (англ. Wafangdian Bearing Factory), построенный ещё японцами во время второй мировой войны.

## География
Вафандянь расположен к северу от центральной части Ляодунского полуострова. На востоке граничит с районом Пуланьдянь, на севере — с городским округом Инкоу. Помимо материковой части, в состав уезда входит остров Чансиндао — один из крупнейших островов Китая. Климат — континентальный, муссонный.

## История
Во времена империи Цин эти места входили в состав области Фучжоу (复州). Во время русско-японской войны в этих местах состоялся бой у Вафангоу.
После Синьхайской революции в Китае была проведена реформа структуры административно-территориального деления, в ходе которой области были упразднены, и в 1913 году область Фучжоу была преобразована в уезд Фусянь (复县). С 1925 года власти уезда размещались в посёлке Вафандянь.
В 1949 году была образована провинция Ляодун, и уезд вошёл в её состав, а после её ликвидации в 1954 году вновь оказался в составе провинции Ляонин.
В 1956 году в составе провинции Ляонин был образован Специальный район Ляоян (辽阳专区), и уезд вошёл в его состав. В 1959 году уезд был передан под юрисдикцию властей города ЛюйДа. В 1966 году в составе провинции Ляонин был образован Специальный район Ляонань (辽南专区), и уезд вошёл в его состав, но в 1968 году был возвращён под юрисдикцию города Люйда, в 1981 году переименованного в Далянь.
В 1985 году уезд Фусянь был расформирован, а вместо него был образован городской уезд Вафандянь.

## Административно-территориальное деление
Городской уезд Вафандянь делится на 11 уличных комитетов, 13 посёлков, 6 волостей и 2 национальные волости.

## Экономика
В городе большое количество шахт. В городе начала развиваться добыча алмазов. Доказанные запасы алмазов Вафандяня составляют 54 % всех запасов КНР. Запасы известняка достигают более, чем 400 млн м ³. В Китае город известен благодаря своим подшипникам и выращиванию яблок.
Основу промышленности также составляют быстроразвивающееся сельское хозяйство, транспорт и телекоммуникации. Более 50 % проживающего в городе населения заняты на предприятиях по выпуску шарикоподшипников. Всего в городе — более 400 предприятий по их производству, в том числе крупнейшая в Китае компания ZWZ, основанная в 1938 году.
Развито рыболовство — в Бохайском заливе.
В основном, городской уезд разделен на 6 зон и субзон с особыми функциями в экономике:
- Прибрежная зона;
- Инвестиционная зона для производства продуктов питания (сельское хозяйство);
- Субзона для производства промышленной продукции;
- Инвестиционная зона для выращивания фруктов;
- Инвестиционная субзона для туризма и сферы услуг;
- Зона экономического развития.

### Туризм
Из туристических достопримечательностей следует отметить гору Лаомао, находящуюся в восточной части города, на административной границе с городским уездом Пуланьдянь.

### Энергетика
В районе расположена крупнейшая в стране АЭС Хунъяньхэ.

## Знаменитые уроженцы
- Сунь Цзядун (р.1929) — конструктор космической техники